# Alekséi Baránov
Alekséi I. Baránov (translitera del ruso cirílico Алексе́й И. Баранов (1910-1999) fue un botánico y explorador ruso.
Realizó extensas expediciones botánicas al interior de Manchuria, y otras alejadas áreas del extremo este de Rusia.

## Algunas publicaciones
- 1965. To the Project of Standardization of Botanical Terminology. Taxon 14 ( 2, feb de 1965): 63-65
- 1966. Publications of A. I. Baranov. 1940-1965. Taxon 15 ( 7, sept de 1966): 265-269

## Honores

### Eponimia
- (Asteraceae) Brachanthemum baranovii (Krasch. & Poljakov) Krasch.[1]

- (Caryophyllaceae) Silene baranovii Ovcz. & Kurbanb.[2]

- (Chenopodiaceae) Salsola baranovii Iljin[3]

- (Ericaceae) Monotropastrum baranovii Chang & Chou[4]

- (Fagaceae) Astragalus baranovii Popov ex Blagov.[5]

- La abreviatura «A.I.Baranov» se emplea para indicar a Alekséi Baránov como autoridad en la descripción y clasificación científica de los vegetales.[6]

Publica sus identificaciones y clasificaciones de nuevas especies en : Quart. J. Taiwan Mus.; Acta Soc. Harbin. Investig. Nat. Ethnogr., Bot.; Byull. Glavn. Bot. Sada (Moscow); Phytologia; T. N. Liou, Ill. Fl. Lign. Pl. N. E. China; Bull. Princ. Bot. Gard. Acad. Sci. URSS; Diagn. Pl. Nov. Mandsh.; Fl. Reipubl. Popularis Sin.; Taiwania .